# ぐーたら姫シリーズ
『ぐーたら姫シリーズ』（ぐーたらひめシリーズ）は、遠藤淑子による日本の漫画作品のシリーズ。『花とゆめ』（白泉社）にて1994年から1996年まで不定期の読み切り（最終話にあたる「私の願い」は前後編）連作シリーズとして掲載された。コミックスは『いつか夢の中で』のタイトルでまとめられ、同社の花とゆめコミックス（全2巻）・白泉社文庫（全1巻）から刊行された。
明確な終幕を宣言しないまま終了することが多い遠藤淑子のシリーズ作品としては珍しく、終結が明確に示されたシリーズでもある。

## あらすじ
昔々のある王国。その国の王女・シェンナ姫は、通販とカラオケが趣味で、いつもぐうたらばかりしているため「ぐーたら姫」と呼ばれていたが、夢が正夢となってよく当たるので王女としての面目を保っていた。そんな姫の願いは想い人である幼なじみの魔法使い・マースに自分を好きと言わせること。トラブルメーカーのシェンナ姫は望み通りマースから愛の告白を受けることが出来るのか？

## シリーズタイトル一覧
（括弧内は『花とゆめ』掲載号）
- いつか夢の中で（1994年3号）
- 私は不思議（1994年7号）
- 夢はあなたの心の願い（1994年15号）
- あなたに歌を（1994年23号）
- 4月の雨（1995年9号）
- 私の願い（1996年23、24号）

## 主な登場人物
シェンナ姫
本作のヒロイン。いつもぐうたらしているため「ぐーたら姫」の異名を持つ。通販でインパクトはあるもののどうでもいい品を買い集めるのが趣味だが、「不必要なものを買うのは通販マニアとして失格」というこだわりもある。会話中に通販番組のような話し方をすることがある（「今なら○○もつけましょう」など）。通販でカラオケセットを購入してからはカラオケも趣味になった（ただし歌は下手）。
一方で夢が正夢になってよく当たるため、国民からの支持は高い。さらに、夢の内容を書いた紙を枕の下に置くことで見たい夢を見ることができるため、未来の予知や探し物ができるほか、両者の相乗効果により他人の運命を操ることも可能（「階段から落ちる」など）。その能力を狙われたこともあった。
幼なじみのマースのことが好きで、マースが絡むと普段のぐうたらぶりとは打って変わって積極的な行動をとる。そのマースから愛の告白を受けるのが夢。
マース
本作のもう一人の主人公。暗黒森に住む魔法使い。幼少時に父に連れられて登城した際にシェンナ姫を遊び相手をしていた幼なじみ。ただしシェンナ姫には「ベッドに戻そうとして蹴り飛ばされる」・「背中にカエルの卵を入れられる」などの仕打ちを受け、10円ハゲを作ったりカエルが苦手になったりしているためあまりいい思い出は持っておらず、疫病神扱いしていた。
主に占いや薬の販売などで生計を立てている。その他、ねずみなどの動物に乗り移る魔法なども使える。
根が善人の苦労性。場の雰囲気に流されやすい一面も持つ。
こうもり
マースのペット。吸血コウモリではない。使い魔や手下ではなくマスコットキャラクターであり、人語を操るものの魔法などは使えない。
国王
シェンナ姫の父。娘と同じく通販が趣味で、依頼への報酬を通販番組のような口調で提示することも。
王妃
シェンナ姫の母。占いが好きで、旅の魔法使いだったマースの父を気に入り城に上げていた。マースがこの国に城を持てたのは王妃のおかげとのこと。
フーカス
底なし沼に住む老魔法使い。シェンナ姫の婿探しの舞踏会に呼ばれなかったことに腹を立て、姫に呪いをかけようとするが上手くいかなかった（そして姫の代わりにマースが大変な目にあった）。人の心を操る薬を作るなど、魔法使いとしてはマースと並んでかなりの実力がある。
ブライト
「あなたに歌を」に登場する隣国の王子。戦争の準備のため予知夢を見るシェンナ姫を手に入れようとした。
ヌアザ
「私の願い」に登場する地下の国の王族。不死の実を使って世界征服を企み、その障害となるマースを狙った。
ナフソール
マースの父。旅の魔法使い。外見がサリーちゃんのパパに似ている。